# Sacro Cuore di Gesù a via Piave
Sacro Cuore di Gesù a via Piave ou Igreja do Sagrado Coração de Jesus na via Piave, conhecida também como Sacro Cuore di Gesù al Sallustiano, é uma igreja de Roma, Itália, localizada no rione Sallustiano, na via Piave. É dedicada ao Sagrado Coração de Jesus e uma igreja anexa da paróquia de San Camillo de Lellis.

## História
Esta igreja foi construída no início do século XX, entre 1914 e 1916, com base num projeto de Aristide Leonori. A fachada principal está de frente para a via Piave, ao contrário do projeto original, que a dispunha na via XX  Settembre. Está separada da rua por um portão de ferro forjado. A fachada, em estilo neogótico, está dividida em três seções verticais, com a central, mais larga, pronunciada em direção à rua, e as portas nas duas laterais no alto de duas rampas.
O interior está dividido em uma nave e dois corredores laterais, separados por um fileira de colunas que sustentam ainda um matroneu. O teto é ogival. Acima do matroneu abrem-se janelas decoradas com vitrais provenientes de Munique representando santos diversos cujos nomes correspondem aos de familiares de Leonori. Os vitrais do curto transepto representam, à direita, "Instituição da Eucaristia" e "Sacrifício de Melquisedeque", e, à esquerda, "Adoração da Eucaristia por Todos os Povos".
Os dois corredores terminam em absidíolas decoradas com duas telas, "Santo Inácio de Loyola", e uma cópia da "Madonna della Strada", cujo original está na Igreja de Jesus. Na abside central, decorado com mármores e mosaicos, está "Cristo entre Santos". Um portão de madeira que separava o presbitério da nave e dos corredores foi substituído por um de ferro forjado. Toda a igreja foi decorada por Gabrini.
A igreja pertence às "Servas do Sagrado Coração de Jesus", cujo convento fica ao lado.